# Hot Record Society
Hot Record Society ou H.R.S. Records est un label discographique américain fondé en 1936 qui a œuvré pour la réédition de certains albums et titres de jazz qui n'étaient plus distribués notamment du jazz Nouvelle-Orléans ou Dixieland.

## Histoire
Hot Record Society est fondé en 1937 pour rendre à nouveau accessibles les enregistrements de jazz hot. Il est fondé par Steve Smith. Le comité consultatif comprenait John Hammond, Marshall Stearns, Charles Edward Smith, Wilder Hobson, Bill Russell, Charles Delaunay, Hugues Panassié et Sinclair Traill. Elle concentre d'abord sur la vente d'enregistrements de jazz et de blues encore disponibles et sur des ventes aux enchères par correspondance ; elle collecte également des biographies sur les musiciens et des informations discographiques. À partir de 1938, de nouveaux enregistrements sont réalisés sur son propre label H.R.S. Records et des rééditions issues des catalogues ARC et Decca Records sont ajoutées. Un magazine spécifique, Hot Record Society Rag, publié de manière irrégulière par Steve et Charles Edward Smith, informait les collectionneurs de disques des activités de la société, qui se démarquait nettement aussi bien des United Hot Clubs of America que de ceux de Commodore Records. Les auteurs de ce magazine, qui parait jusqu'en 1940, étaient des critiques comme Hammond ou Russell. L'idéal de la Hot Record Society était un jazz de la Nouvelle-Orléans qui ne s'orientait pas vers le commerce.
En fin de compte, l'activité de la Hot Record Society favorise, avec celle des United Hot Clubs of America, la renaissance du jazz de la Nouvelle-Orléans.